# 俄罗斯武装力量主教座堂
俄羅斯武裝力量總教堂（俄语：Главный храм Вооружённых сил России），正式名稱是基督復活教堂（俄语：Храм Воскресения Христова），是位於俄羅斯莫斯科州奥金佐沃区庫賓卡的爱国者公园内的一座東正教教堂，興建於2020年，以紀念蘇德戰爭勝利75周年，及俄羅斯歷代戰爭中的軍事成就。教堂內設有展覽館，介紹俄羅斯戰史。教堂中殿高75米，代表勝利75周年；穹頂直徑19.45米，代表勝利年份1945年。
俄羅斯武裝力量總教堂完工於2020年5月9日（蘇德戰爭勝利日），6月14日祝聖，6月22日（蘇德戰爭開戰日）啟用。

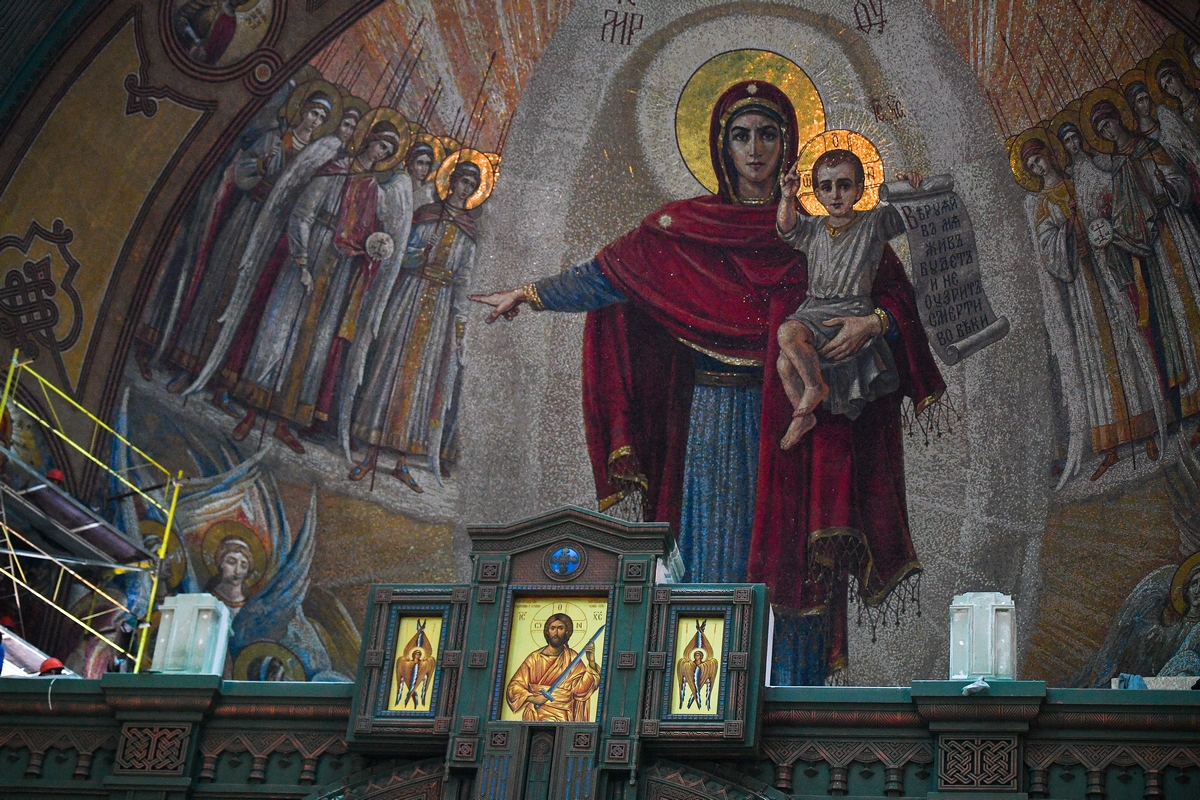
教堂西側的馬賽克聖母像

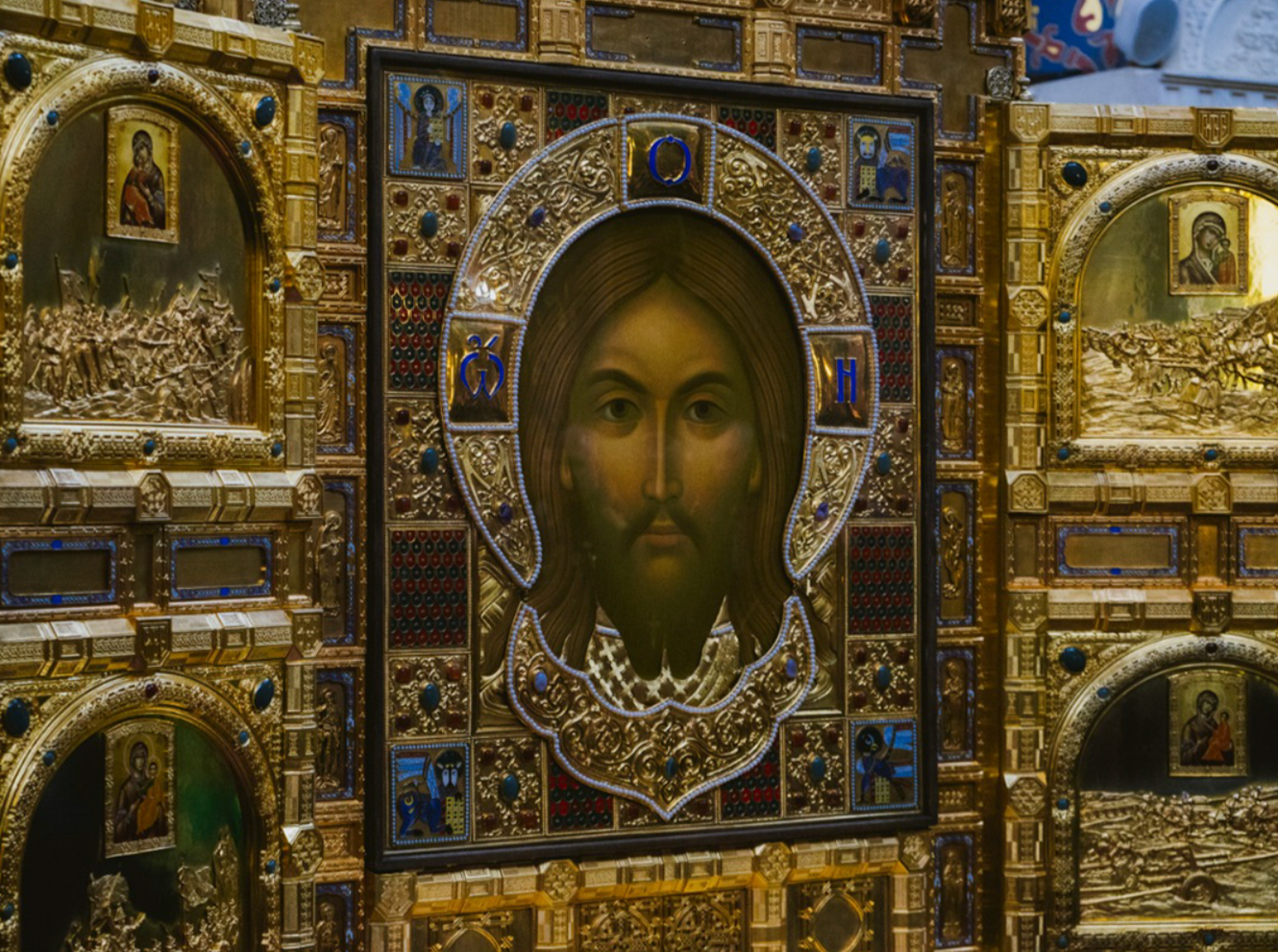
非人手所造救世主像（Acheiropoieta）

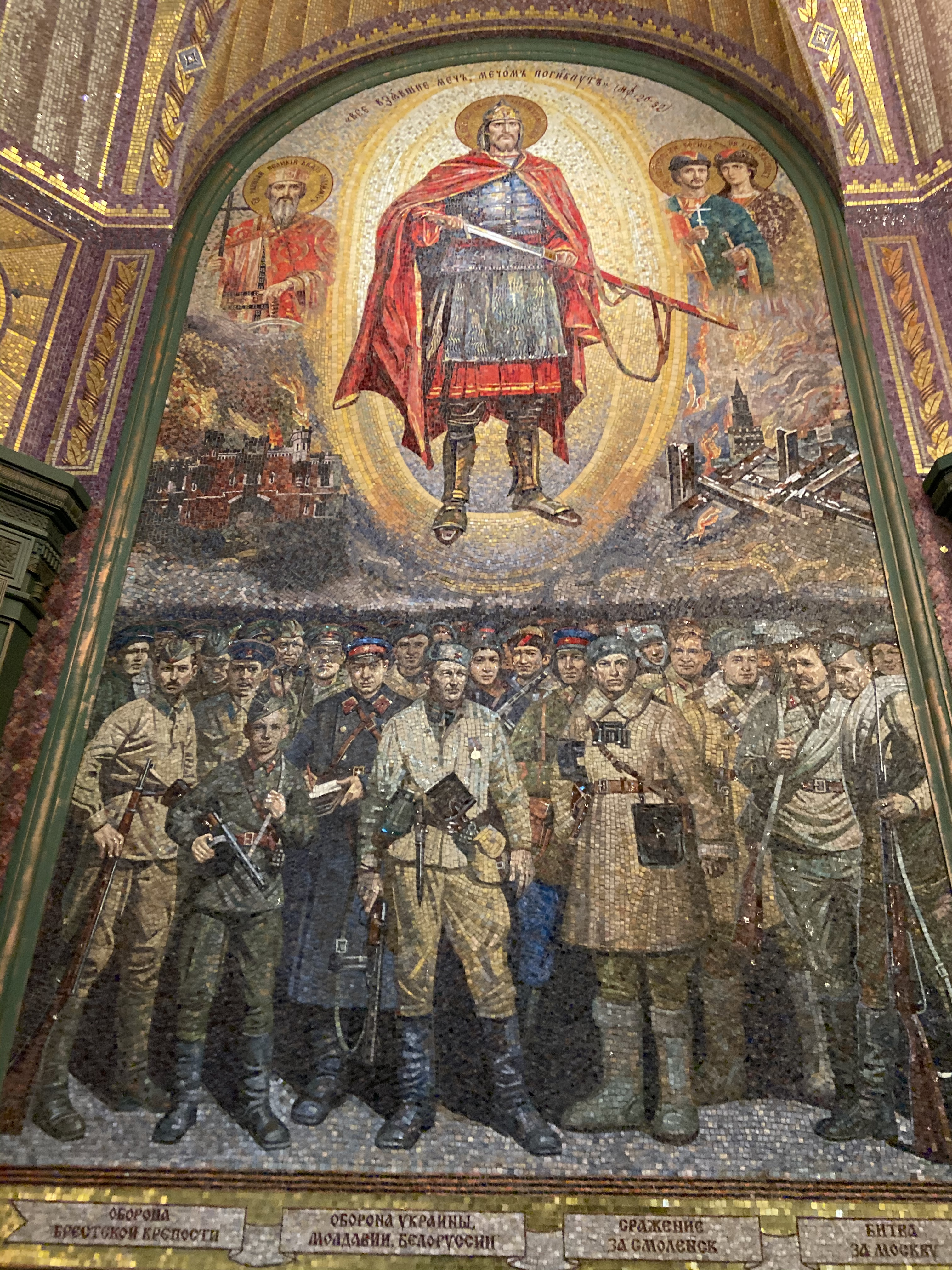
俄罗斯武装力量主教座堂的镶嵌画结合了东正教圣像画与苏联武装力量两种传统

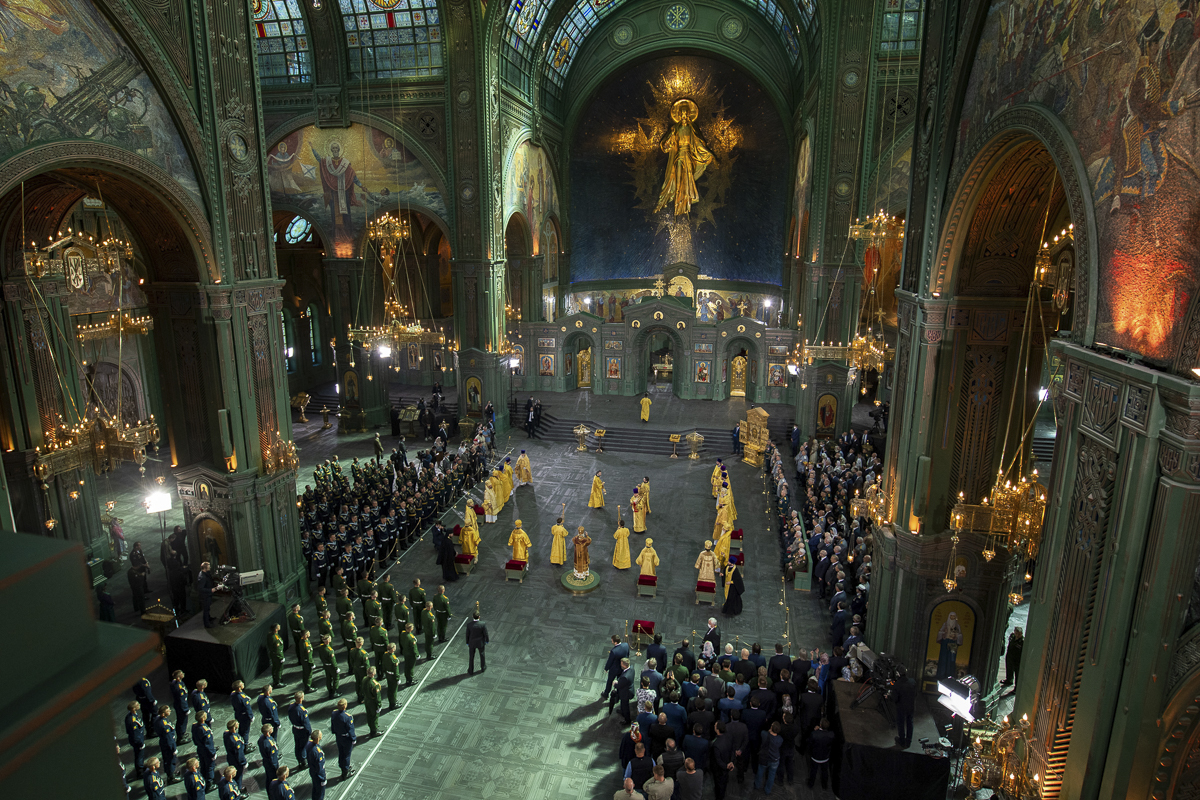

## 尺寸
教堂的尺寸是象征性的。教堂包括十字架的高度是95米。主穹顶的直径为19.45米，象征着苏德战争结束的1945年。钟楼的高度为75米，象征着二战结束至2020年的75年。小穹顶的高度是14.18米–象征着苏德战争持续了1418个日日夜夜。教堂建筑群的面积为11,000平方米。教堂内部的容量高达6,000人。

## 奇蹟傳聞
2022年3月7日，在"宽恕周日"，俄罗斯武装力量主教堂出现了奇迹。在祈祷仪式中，圣母圣像 "软化邪恶之心 "开始发光。这是教区居民报告的。从目击者拍摄的画面来看，没药并没有滴落，而是直接倾泻而出。

## 争议
主教堂设计的某些方面存在着争议。

### 普京和斯大林镶嵌画争议
2020年4月底，未完成的主教堂镶嵌画照片泄露，包括俄罗斯总统弗拉基米尔·普京,国防部长谢尔盖·绍伊古和其他俄罗斯高级官员，以及约瑟夫·斯大林。俄罗斯正教会 最初解释说，出现普京和斯大林为主角的镶嵌画这种情况，是根据描述历史事件的传统：2014年合并克里米亚，以及苏德战争。然而，后来有报道称，主教堂不会有普京的镶嵌画。俄罗斯正教会解释说，作出这一决定，考虑了总统本人的意见。

## 图片

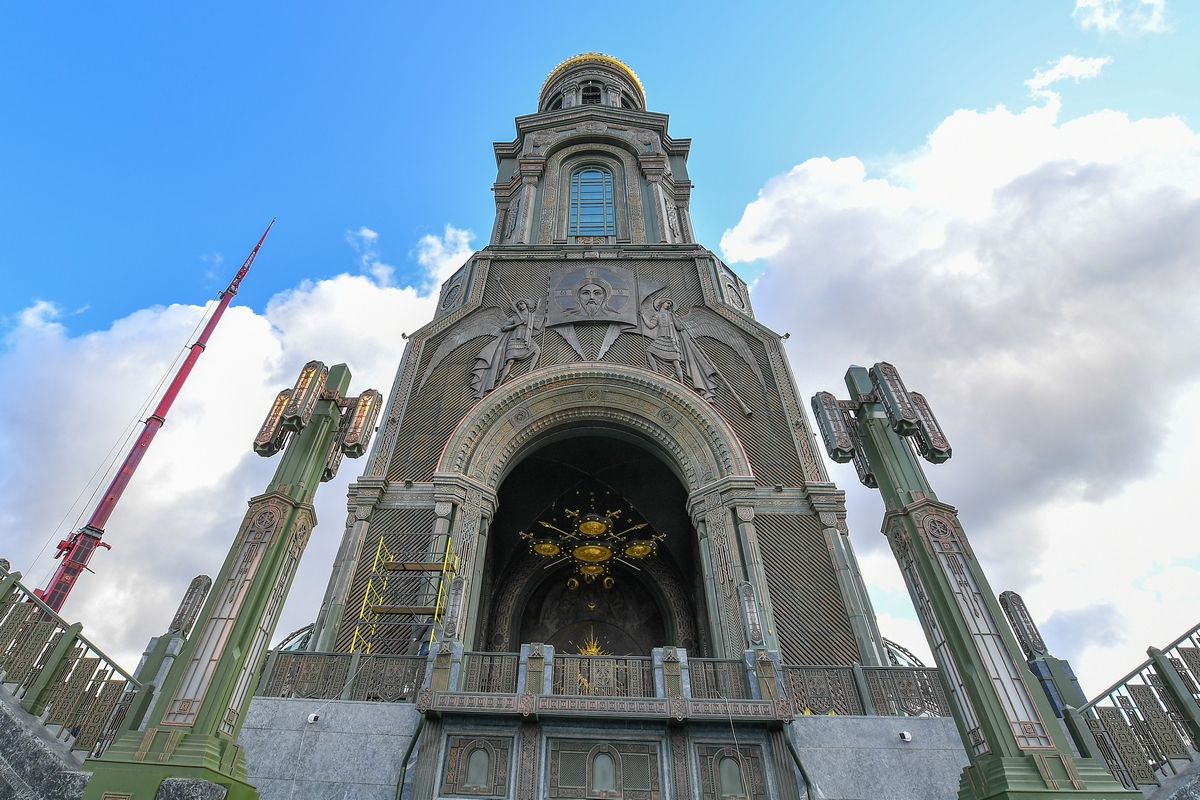
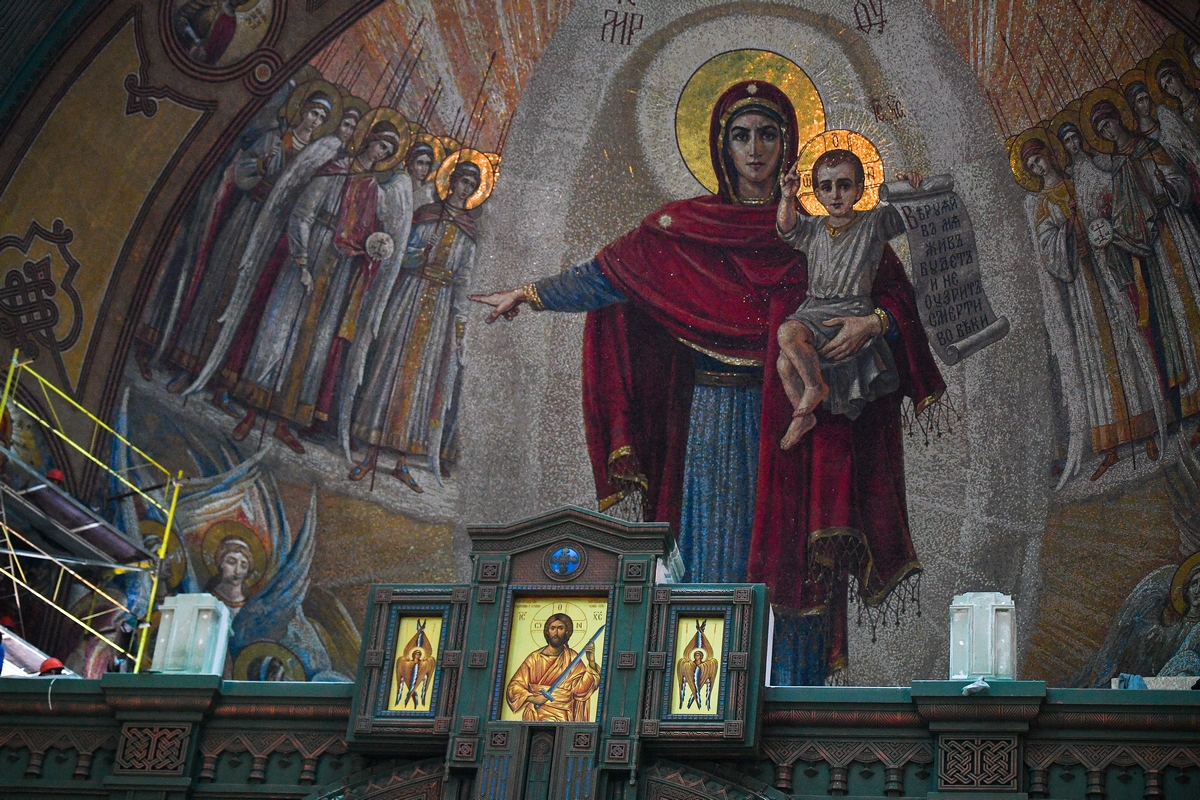
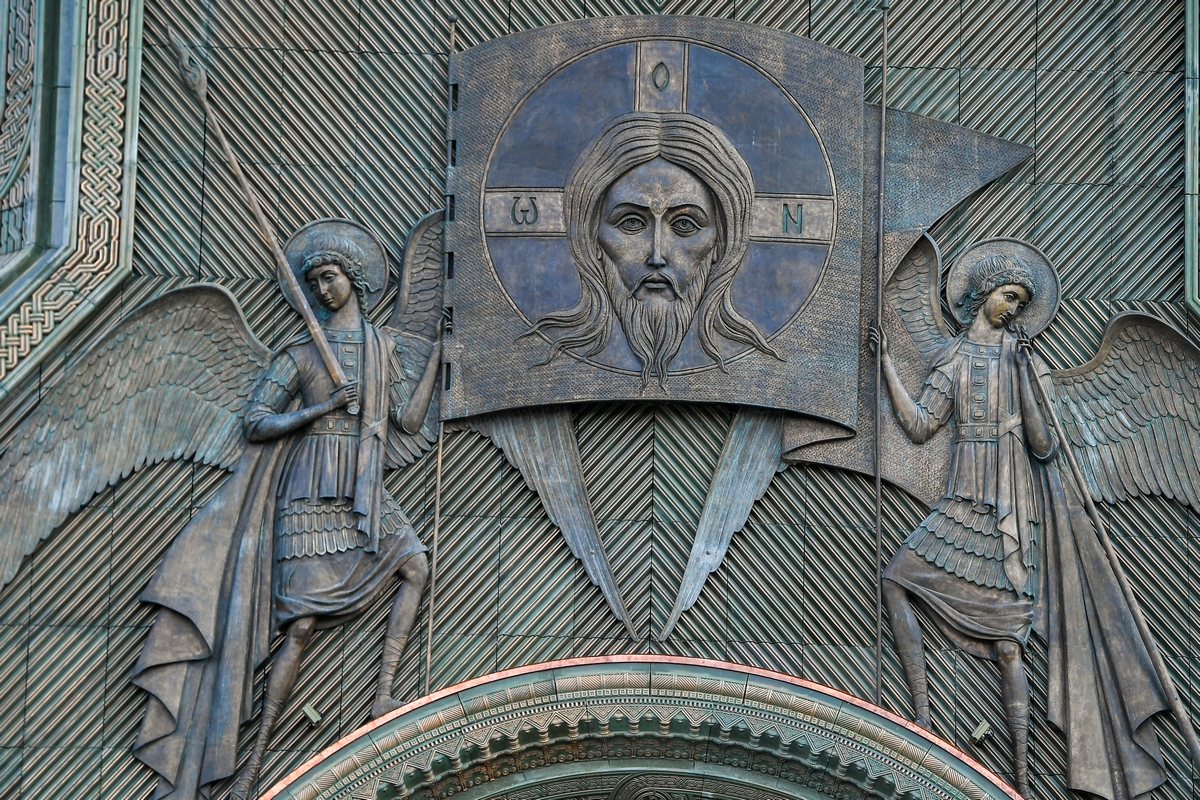
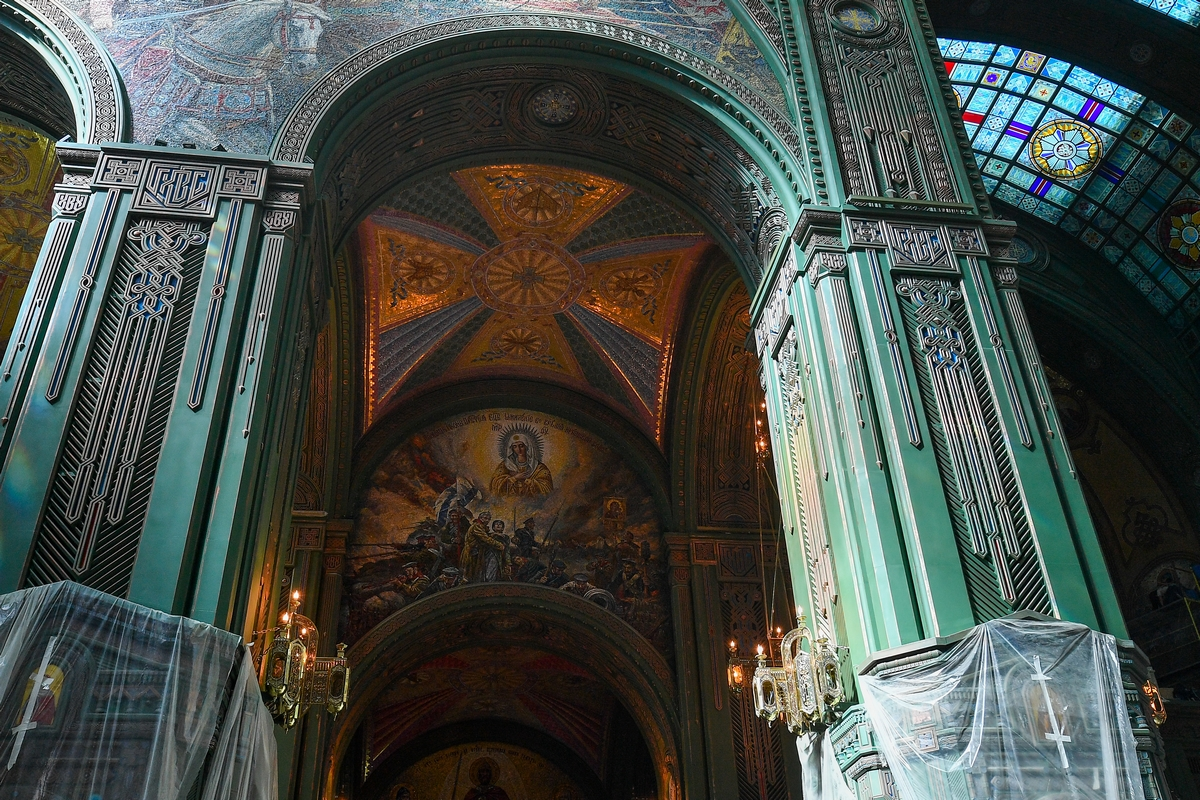
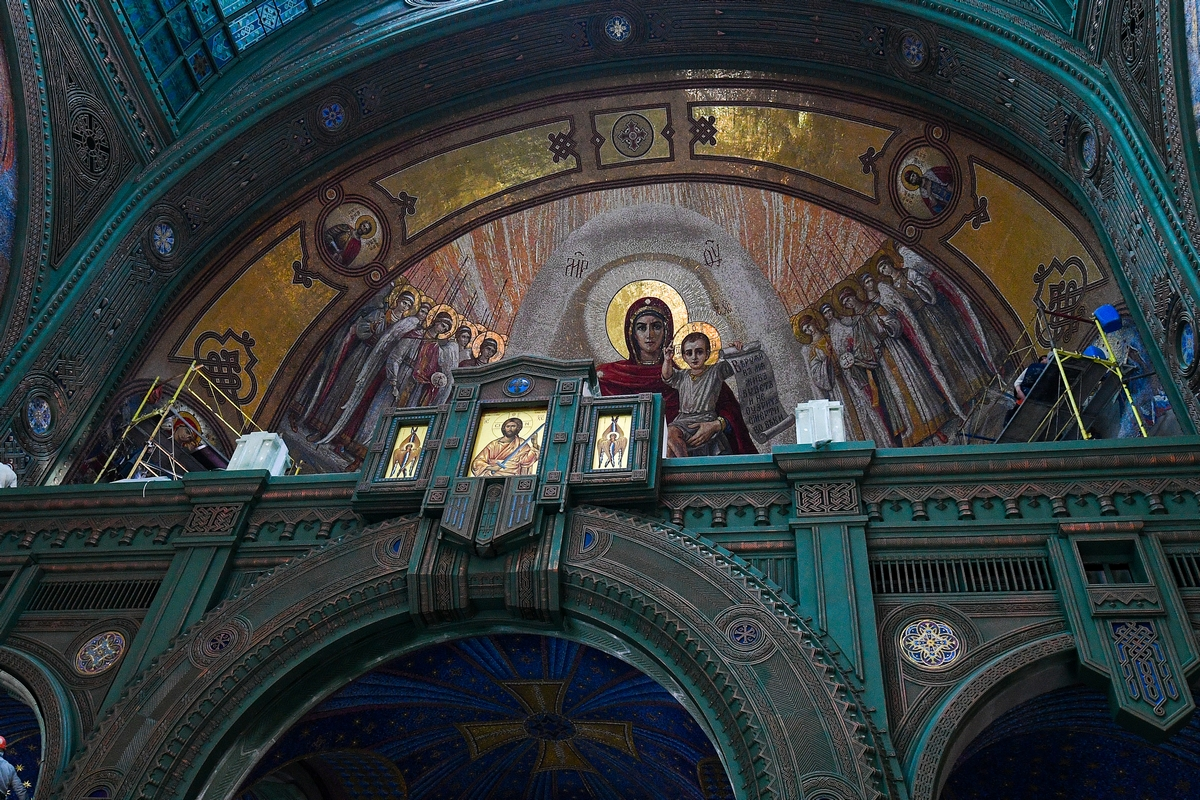
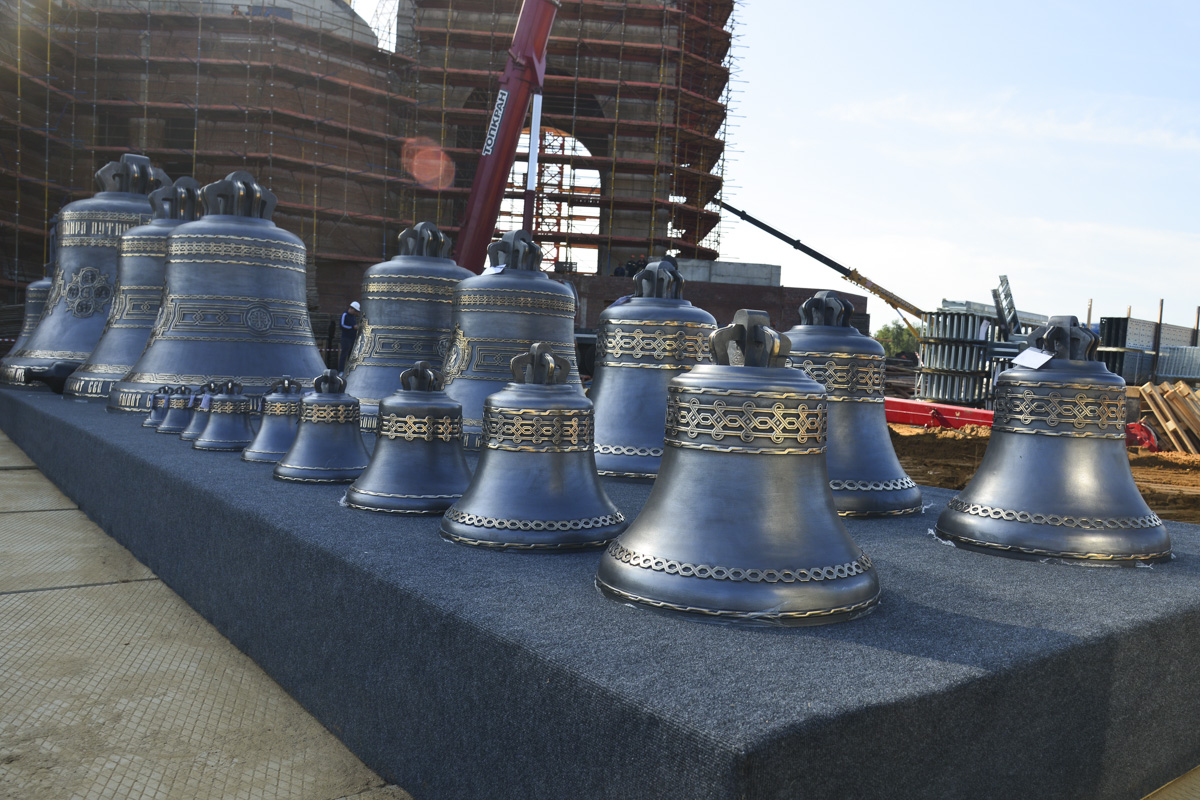
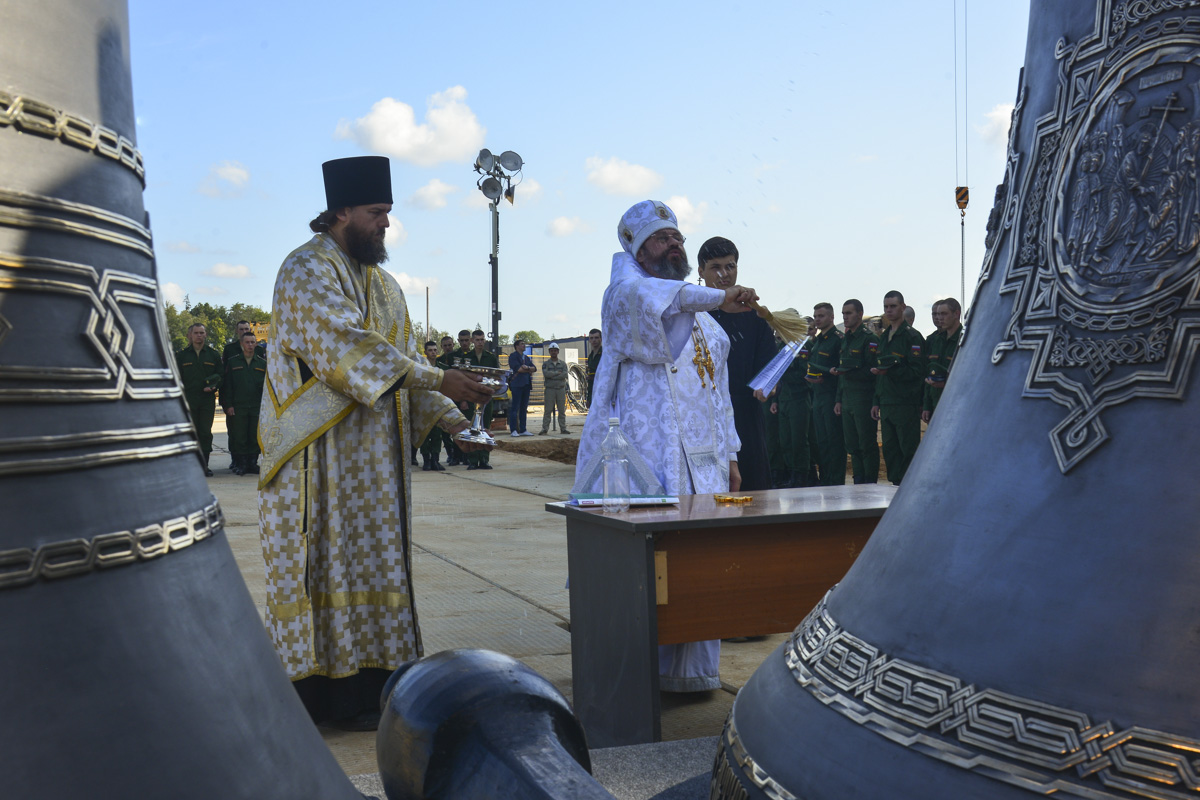
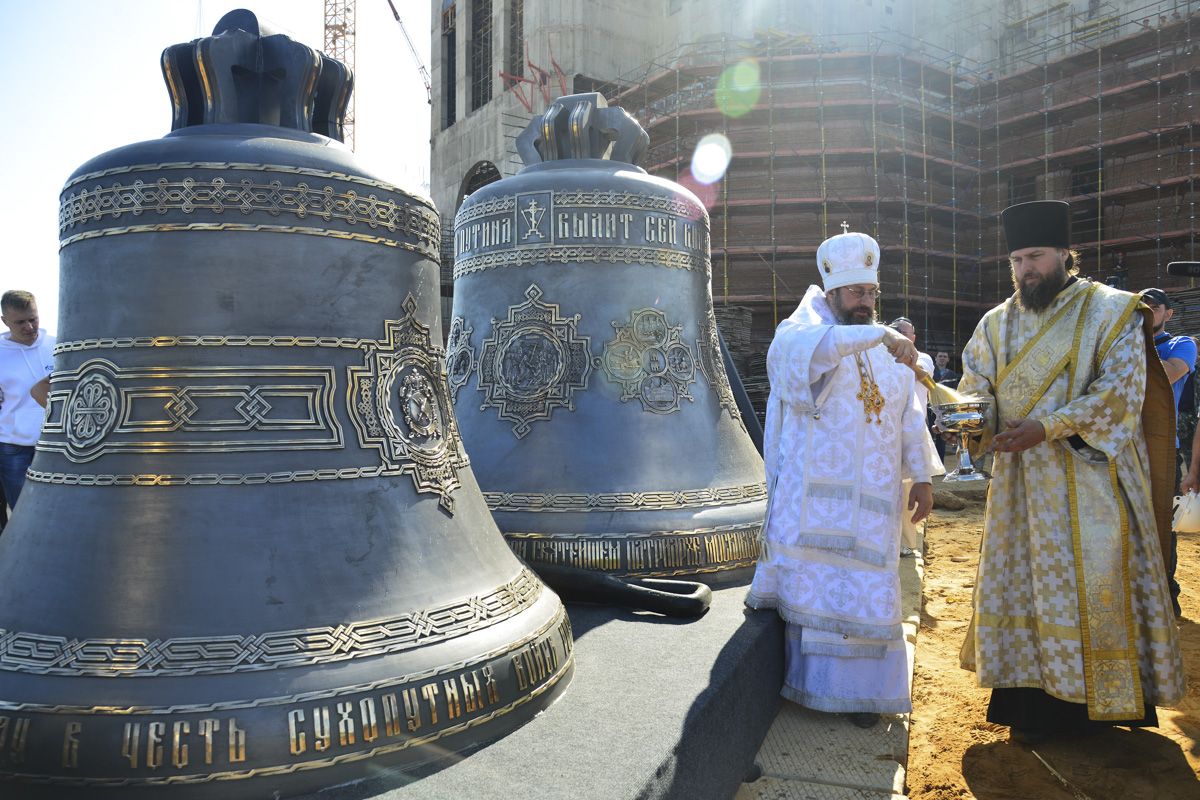
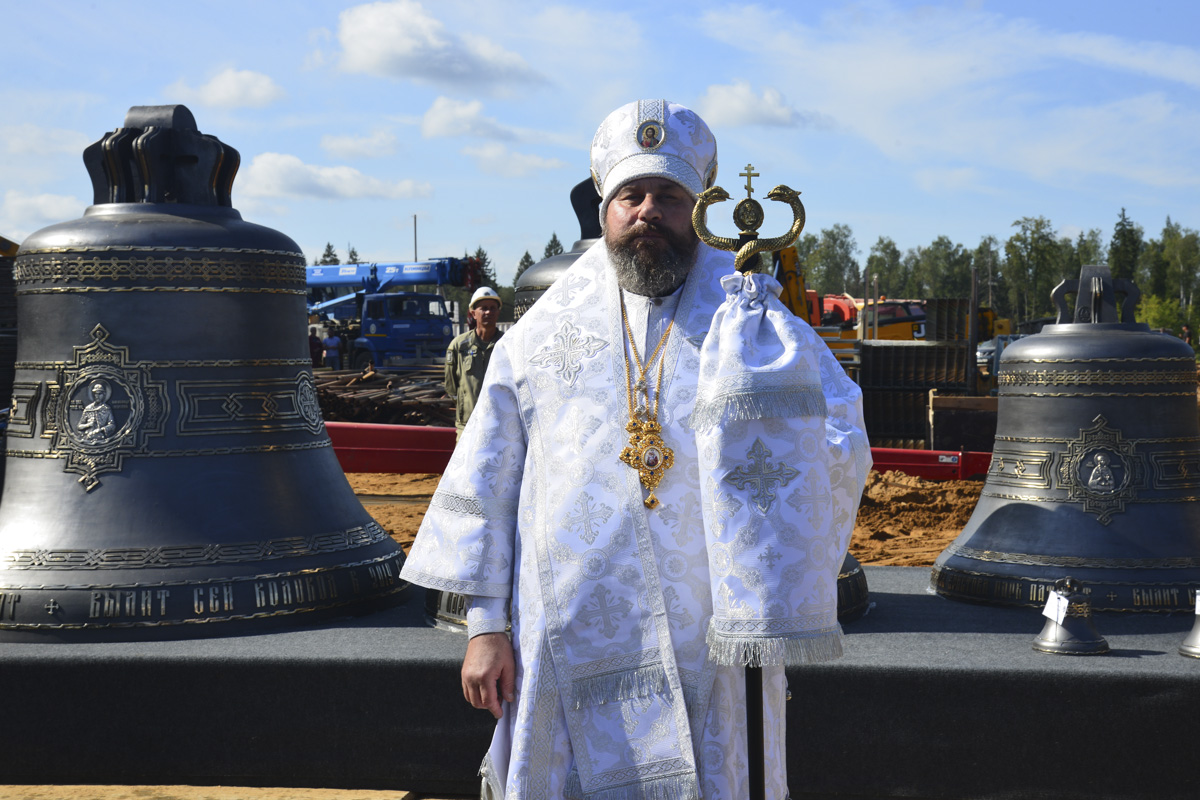
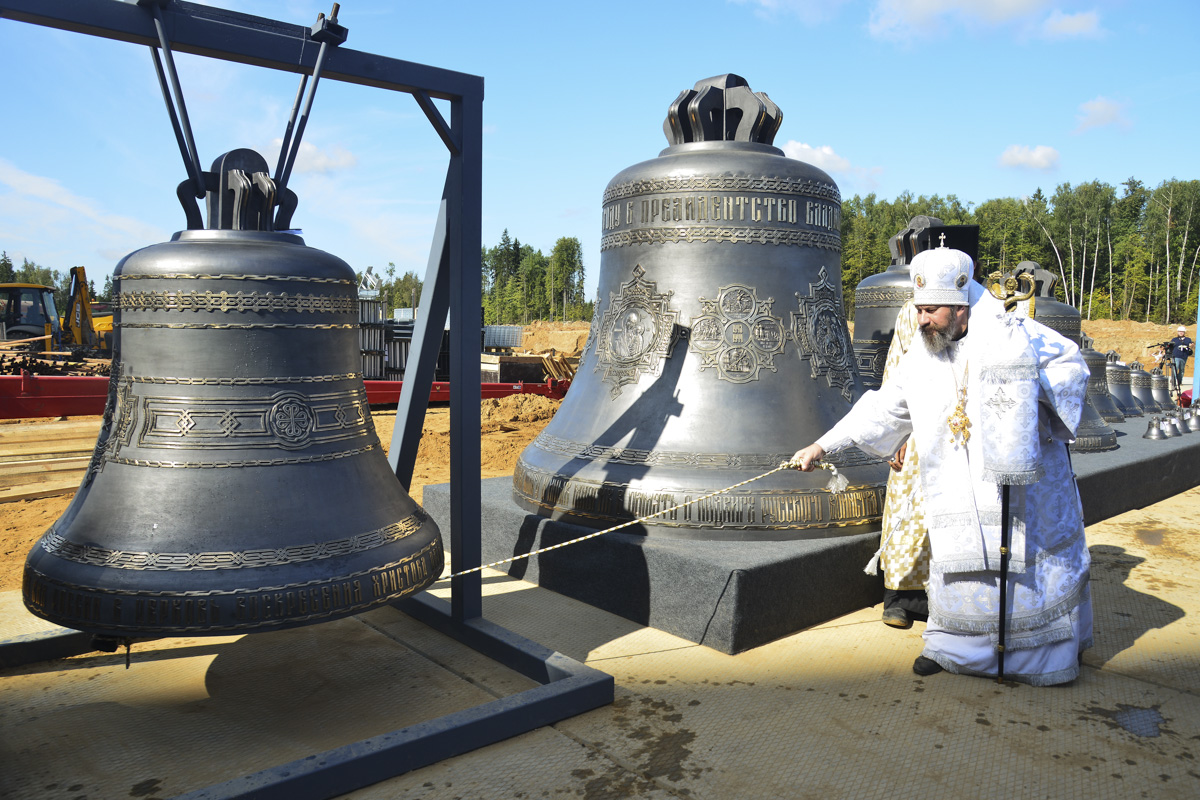
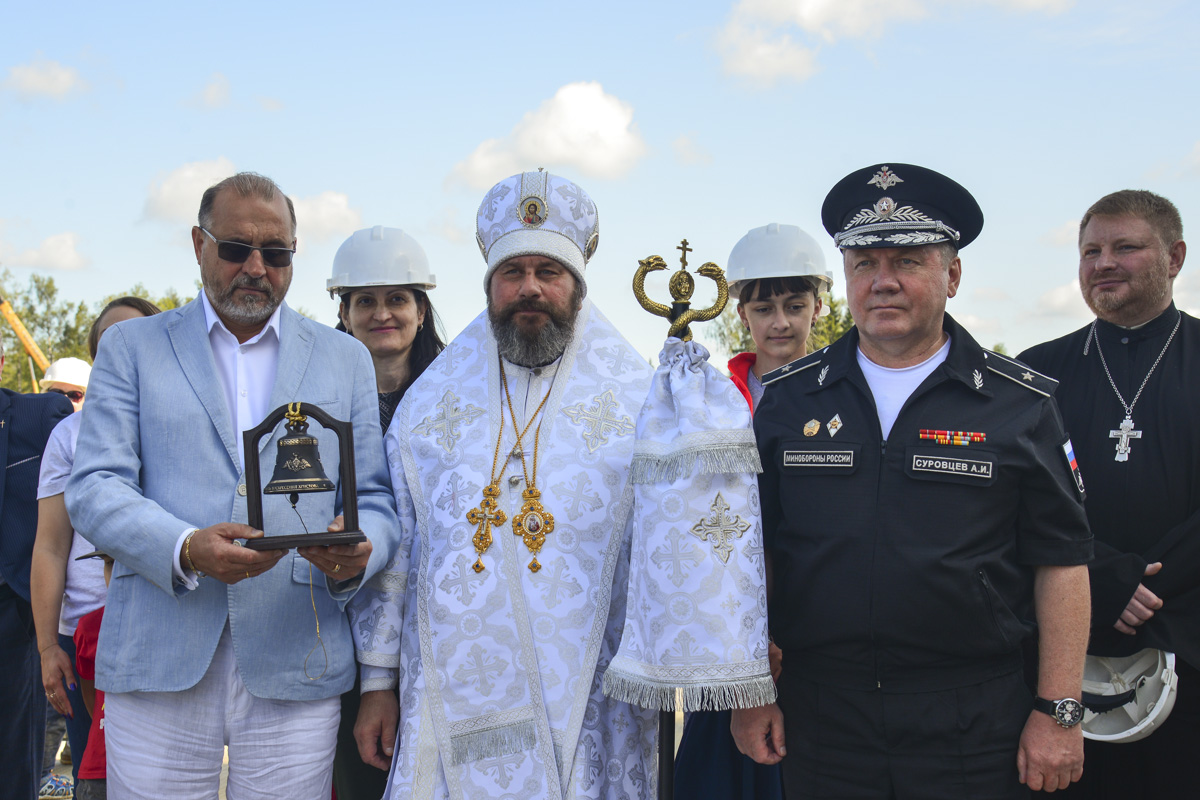
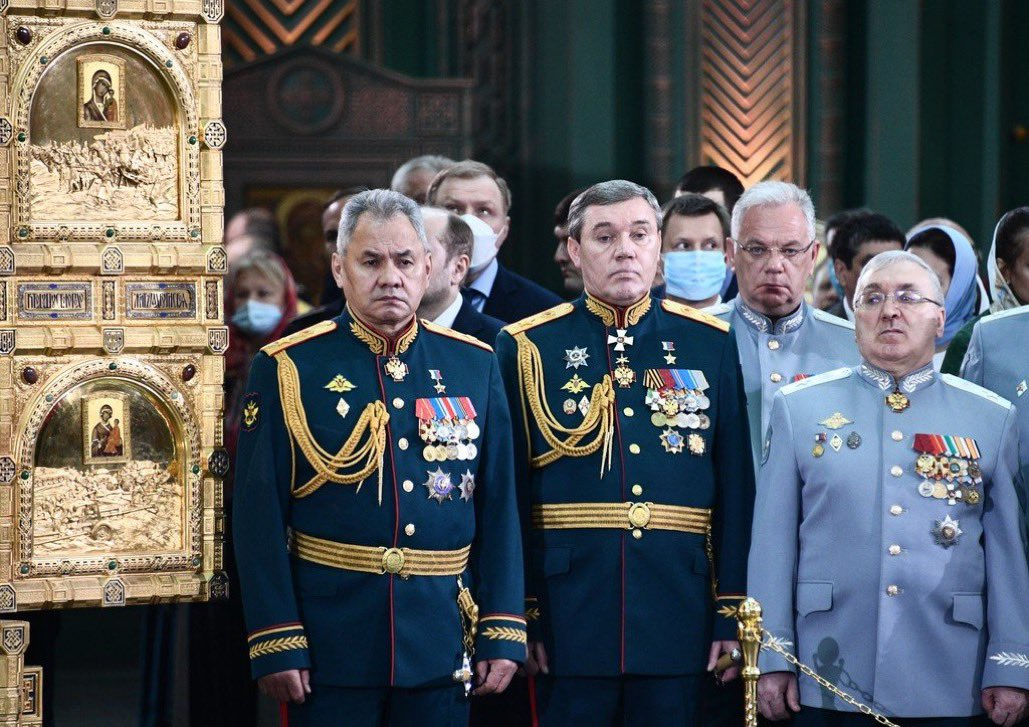

## 外部連結
- 官方網站（页面存档备份，存于）
- Сайт Проекта Минобороны России «Дорога памяти»（页面存档备份，存于）